# أل بيرد
أل بيرد (بالإنجليزية: Al Baird)‏ هو لاعب كرة قاعدة أمريكي، ولد في 2 يونيو 1895 في كيلبورن في الولايات المتحدة، وتوفي في 27 نوفمبر 1976 في شريفبورت في الولايات المتحدة.

## وصلات خارجية
- أل بيرد على موقعبيزبول رفرنس.كوم (الدوري الرئيسي) (الإنجليزية)
- أل بيرد على موقعبيزبول رفرنس.كوم (الدوري الثانوي) (الإنجليزية)